# هيكتور بينتو
هيكتور بينتو (بالإسبانية: Héctor Pinto)‏ (12 يونيو 1951 في تشيلي - ) هو مدرب كرة قدم ولاعب كرة قدم تشيلي في مركز الوسط. لعب مع كولو-كولو ونادي أونيفرسيداد دي تشيلي ويونيون إسبانيولا.

## وصلات خارجية
- هيكتور بينتو على موقع قاعدة بيانات كرة القدم.إي يو (الإنجليزية)